# Marcelo Aguiar
Marcelo Theodoro de Aguiar (São Paulo, 16 de Setembro de 1973) é um cantor de música cristã contemporânea e político brasileiro, filiado ao Podemos (PODE). 
Foi vereador da cidade de São Paulo e deputado federal por dois mandatos. Marcelo Aguiar fez carreira solo cantando música sertaneja, e depois de convertido ao protestantismo, segue carreira na música cristã contemporânea.

## Biografia
Em 1982, aos oito anos, se tornou calouro no Programa Raul Gil, onde concorreu com adultos e ficou em primeiro lugar. Continuou realizando apresentações em festivais de música sertaneja em São Paulo e gravou seu primeiro LP, com o qual ganhou o Prêmio Sharp de Revelação Masculina da Canção Popular Brasileira. O auge de sua carreira musical foi o lançamento do segundo LP, com a música “Não dá para fazer amor sem ter você”, do compositor Zezé Di Camargo, que ocupou durante meses o primeiro lugar das rádios sertanejas de todo o Brasil. Foi um dos ganhadores do Festival Rímola-Shell, com a música “Saudade Arteira”, que fez parte do seu terceiro LP, e participou de grandes feiras agropecuárias do Brasil. Pela repercussão na música, fez um único trabalho como ator na novela Estrela de Fogo, da Record, onde interpretava um peão que sonhava em ser cantor sertanejo.[carece de fontes?]
Em janeiro de 2000, Marcelo Aguiar se tornou evangélico e depois de alguns meses, foi convidado por Sônia Hernandes para fazer parte da banda Renascer Praise. Em 2001, o cantor lançou seu primeiro disco solo evangélico, Eu Amo Te Amar. Em 2004 lançou “Coração de Adorador", em CD e DVD gravados ao vivo na Igreja Renascer em Cristo; os álbuns tiveram a participação do produtor Reinaldo Barriga. No final de 2006 Marcelo Aguiar lançou o CD Louvores Inesquecíveis produzido por Dudu Borges.[carece de fontes?]

## Carreira política
Iniciou sua carreira política em 2008, quando foi eleito vereador da cidade de São Paulo pelo PSC com 41.506 votos. Em 2010 foi eleito deputado federal pelo PSC, pelo estado de São Paulo, obtendo 98.842 votos; não se reelegeu em 2014 pelo DEM, mas assumiu como suplente para a 55.ª legislatura (2015-2019). Causou polêmica ao apresentar o projeto de lei PL 6.449/2016, que visava obrigar operadoras de internet a bloquear “automaticamente” o acesso a pornografia gratuita por parte de crianças e adolescentes. Na justificativa do projeto, explicou que o objetivo seria combater o "vício" na masturbação.
Durante o Governo Michel Temer, votou a favor da PEC do Teto dos Gastos Públicos. Em abril de 2017 foi favorável à Reforma Trabalhista. Em agosto de 2017 votou contra o processo que pedia abertura de investigação do então presidente Michel Temer, ajudando a arquivar a denúncia do Ministério Público Federal. Na sessão do dia 25 de outubro de 2017, mais uma vez, votou contra o prosseguimento da investigação do então presidente Michel Temer, acusado pelos crimes de obstrução de Justiça e organização criminosa. O resultado da votação livrou Temer de uma investigação por parte do Supremo Tribunal Federal (STF).
Nas eleições estaduais de 2018, Marcelo recebeu 36.888 votos e não se reelegeu.
Em 2020 tentou voltar ao cargo de vereador pela cidade de São Paulo e obteve 8.700 votos, não se elegendo.
Concorreu ao cargo de deputado estadual pelo estado de São Paulo nas eleições estaduais de 2022, tendo 42.898 votos, alcançando a suplência.

## Discografia
- 1990  Marcelo Aguiar - Volume 1 - Gravadora: Gravações Elétricas S.A. - Chantecler.
- 1992  Marcelo Aguiar - Volume 2 - Gravadora: Gravações Elétricas S.A. - Chantecler.
- 1993  Volume 3 - Marcelo Aguiar - Gravadora: Warner Music - Selo Continental/ Chantecler.
- 1995  Volume 4 - Marcelo Aguiar - Gravadora: Warner Music - Selo Continental/ Chantecler.
- 1996  Volume 5 - Ao Vivo - Gravadora: Warner Music - Selo Continental/ Chantecler.
- 1998  Marcelo Aguiar & Fernando - Gravadora: Warner Music - Selo Continental/ Chantecler.
- 2002  Eu Amo Te Amar - Gravadora: Gospel Records
- 2004  Coração de Adorador - Gravadora: Gospel Records .
- 2006  Louvores Inesquecíveis - Gravadora: Gospel Records.
- 2011  Somente Deus - Gravadora: Gospel Records.